# Голхофен
Голхофен (њем. Gollhofen) општина је у њемачкој савезној држави Баварска. Једно је од 38 општинских средишта округа Нојштат ан дер Ајш-Бад Виндсхајм. Према процјени из 2010. у општини је живјело 817 становника. Посједује регионалну шифру (AGS) 9575127.

## Географски и демографски подаци
Голхофен се налази у савезној држави Баварска у округу Нојштат ан дер Ајш-Бад Виндсхајм. Општина се налази на надморској висини од 320 метара. Површина општине износи 17,0 km². У самом мјесту је, према процјени из 2010. године, живјело 817 становника. Просјечна густина становништва износи 48 становника/km².